# Dagens Ungdom
Dagens Ungdom var ett svenskt band från Hudiksvall som på det tidiga 80-talet var en del av den svenska ny våg-rörelsen.
Liksom andra band inom samma rörelse, såsom Brända barn, Lolita Pop och eventuellt Imperiet, låg de på Mistlur Records.
De släppte en EP 1980 med låtarna: Husfaderns bekymmer, Nästa by, Den sanningssökande hunden och Utskrivning av trupper.
En fullängds LP släpptes 1982 med titeln Pick-nick på bilparkering.
Gruppens låtar är också med på Mistlur Records samlingsskivor Sveriges största singel, Sveriges största singel 2 och Sveriges största singel 3.
Några låtar har också återutgivits på CD på ett par samlingsplattor, en på MNW och en på Massproduktion.
Basisten Mikloz Fläckman som även skrev merparten av musiken gick senare vidare till Traste Lindéns Kvintett